# 朝霞地区一部事務組合
朝霞地区一部事務組合（あさかちくいちぶじむくみあい）は、埼玉県朝霞市、志木市、和光市及び新座市の4市が設立している一部事務組合。

## 概要

### 事務所
- 朝霞市溝沼一丁目2番27号（朝霞消防署内）

### 主な事務内容
- 常備消防事務
- 障害者支援施設の設置及び管理運営
- し尿処理

### 組織
- 組合議会
  - 議員定数：20人（朝霞市：5人、志木市：5人、和光市：5人、新座市：5人）
- 組合執行機関
  - 管理者：1人（組合市の長の協議により組合市の長から定める）
  - 副管理者：4人（組合市の長の協議により組合市の長から定める） 
    - 副管理者のうち、1人は常任の副管理者とし、管理者が組合議会の同意を得て選任

  - 監査委員：2人

## 沿革
- 1961年（昭和36年）12月22日 - 朝霞町（現・朝霞市）、足立町（現・志木市）、大和町（現・和光市）と新座町（現・新座市）の北足立郡4町により朝霞地区し尿処理組合を設立。
- 1964年（昭和39年）5月1日 - 組合名称を朝霞地区衛生組合に変更。
- 1988年（昭和63年）11月15日 - 組合名称を朝霞地区一部事務組合に変更。

## 消防事務
常備消防事務を処理するため、消防本部として埼玉県南西部消防局を設置している。

### 概要
- 主力機械（2021年（令和3年）12月1日現在）

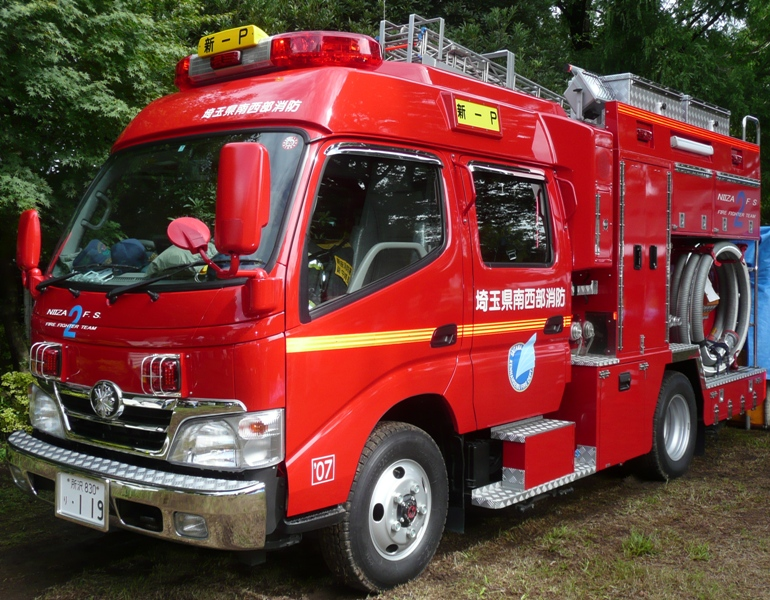
ポンプ車
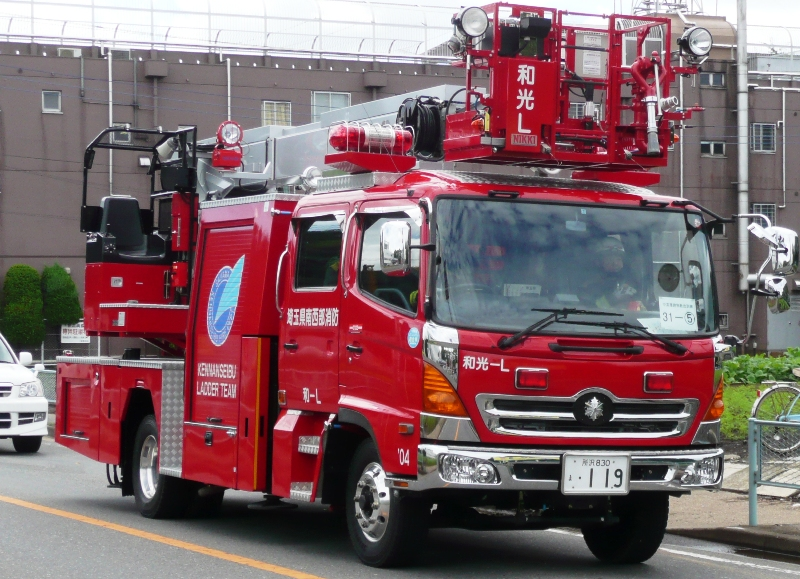
屈折はしご車
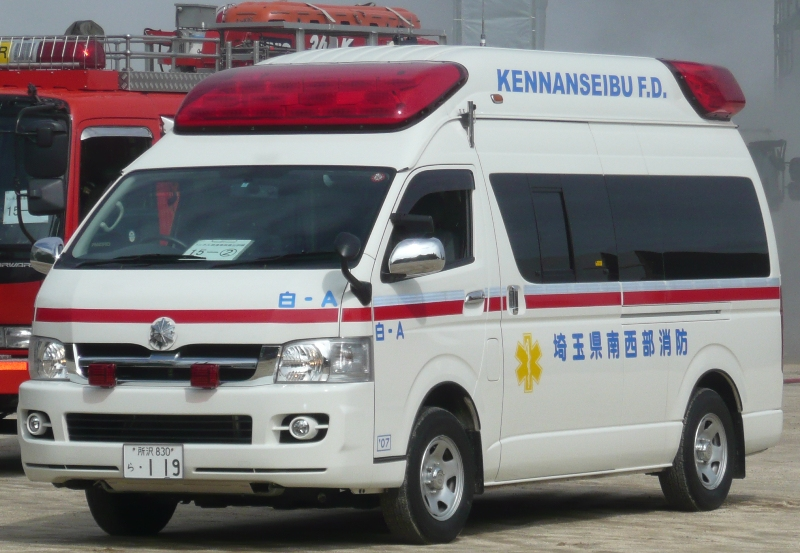
救急車
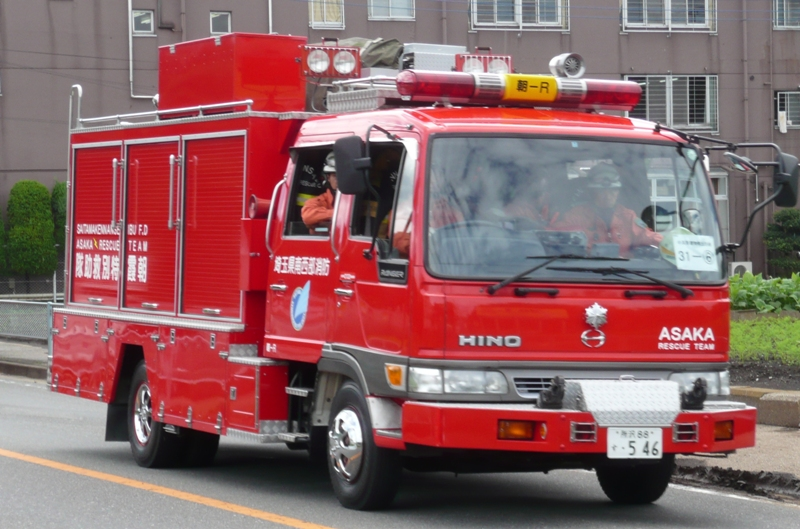
救助工作車
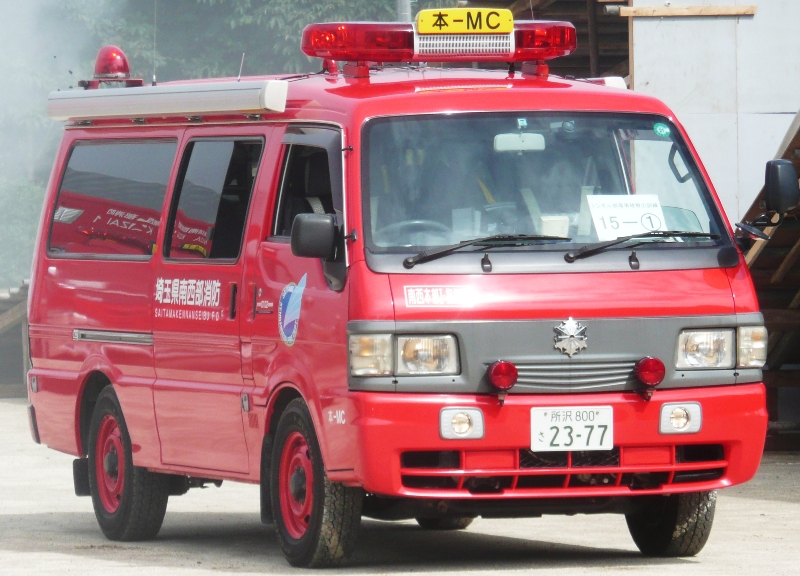
指揮調査車

  - 普通消防ポンプ自動車：9（うち非常用2）
  - 水槽付消防ポンプ自動車：2
  - はしご付消防自動車：2
  - 屈折はしご付消防自動車：2
  - 化学消防自動車：2
  - 救急自動車：14（うち非常用4）
  - 救助工作車：3
  - 指揮隊車：1
  - 指揮支援車：1
  - 指令車：9
  - 資機材搬送車：5
  - 連絡車：11
  - 地震体験車：1

- ポンプ車
- 屈折はしご車
- 救急車
- 救助工作車
- 指揮調査車

### 沿革
- 1990年（平成2年）11月21日 - 埼玉県南西部4市まちづくり協議会を設置し、消防体制について協議を開始。
- 1993年（平成5年）8月 - 4市まちづくり協議会の防災消防部会に消防資機材相互活用検討委員会を設置し、消防資機材相互活用の調査研究を開始。
- 1995年（平成7年）3月30日 - 自治省（現・総務省）消防庁より「平成6年度モデル広域消防」の指定を受ける。
- 1996年（平成8年）7月 - 和光市役所内に消防職員5名で広域消防準備室を設置。
- 1997年（平成9年）
  - 5月 - 朝霞市消防本部内に消防職員5名、市役所職員3名で埼玉県南西部広域消防設立準備室を設置。
  - 11月13日 - 朝霞地区市長会（組合構成4市の市長会）にて、消防事務の広域化について4市長の合意を得る。
  - 12月 - 組合構成4市の議会で組合規約変更の議決を得る。
- 1998年（平成10年）
  - 6月 - 組合議会に関連条例等を上程し可決。
  - 10月1日 - 朝霞市消防本部、志木市消防本部、和光市消防本部及び新座市消防本部が朝霞地区一部事務組合に移行し、1本部4消防署4分署、職員数390名の体制で朝霞地区一部事務組合埼玉県南西部消防本部が発足。
  - 12月 - 埼玉県南西部消防音楽隊が発足。
- 2000年（平成12年）4月 - 和光消防署を移転。消防職員の定数を409名とする。
- 2003年（平成15年）5月 - アルジェリア民主人民共和国地震災害に国際消防救助隊を派遣した。
- 2004年（平成16年）
  - 10月 - 消防職員の定数を424名とする。
  - 10月23日 - 新潟県中越地震に緊急消防援助隊を派遣する。
- 2008年（平成20年） - 平成19年度に日本消防設備安全センターへ委託した消防態勢力調査の報告書がまとめられる。はしご車3台で運用が可能、和光消防署白子分署の移転、志木消防署宗岡分署（仮称）の新設などが主な内容[2]。
- 2009年（平成21年）4月 - 消防本部に設置した高機能消防指令システムの運用を開始。これに伴い指令第1課と指令第2課を指令統括課に改組し、新座消防署内の指令通信室を廃止[2][3]。
- 2009年（平成21年）12月25日 - 和光消防署を新築移転。
- 2011年（平成23年）3月11日 - 東日本大震災に緊急消防援助隊を派遣する。
- 2012年（平成24年）10月1日 - 埼玉県では2番目となる高度救助隊が朝霞消防署に発足する。
- 2016年（平成28年）3月 - 高度救助隊を埼玉県特別機動援助隊（埼玉SMART）に登録。
- 2022年 (令和4年）　4月‐　消防本部名を埼玉県南西部消防本部→埼玉県南西部消防局へ変更。

### 組織
- 本部－消防総務課、予防課、警防課、救急課、指令統括課
- 消防署－消防課、消防活動課

### 相互応援協定
管轄境界付近で発生した災害(救急含む)や管轄区域内で発生した大規模災害等に対して迅速に活動できるよう、隣接する消防機関等と応援協定を締結し、日頃から近隣市等で発生した災害へ出動している。
消防相互応援協定
- さいたま市消防局
- 埼玉西部消防組合
- 戸田市消防本部
- 入間東部地区事務組合消防本部
- 東京消防庁
- 埼玉県下消防相互応援協定

その他の応援協定
- 埼玉県防災ヘリコプター（埼玉県防災航空隊）応援協定：埼玉県
- 東京外環自動車道消防相互応援協定：（戸田市消防本部・さいたま市消防局・川口市消防局・草加八潮消防組合・三郷市消防本部・松戸市消防局・市川市消防局・浦安市消防本部・東京消防庁）
- 関越自動車道・首都圏中央連絡自動車道における消防相互応援協定：（埼玉西部消防組合・入間東部地区事務組合消防本部・川越地区消防局・坂戸・鶴ヶ島消防組合・比企広域消防本部・深谷市消防本部・児玉郡市広域消防本部・埼玉県央広域消防本部）
- 埼玉県と消防機関及び埼玉DMATの災害時等における高速自動車国道等の使用の取扱いに関する協定：（埼玉県・埼玉DMAT登録医療機関・埼玉県内の各消防本部）
- 朝霞地区一部事務組合と米空軍第374空輸航空団との消防相互応援協定：米空軍第374空輸航空団（英語版）

### 消防署
| 名称       | 消防署建物 | 所在地                    | 分署 | 分署                      | 所在地                     |
| 名称       | 消防署建物 | 所在地                    | 名称 | 分署建物                  | 所在地                     |
| ---------- | ---------- | ------------------------- | ---- | ------------------------- | -------------------------- |
| 朝霞消防署 |            | 朝霞市溝沼一丁目2番27号   | 浜崎 |                           | 朝霞市大字浜崎字川端666番1 |
| 志木消防署 |            | 志木市本町一丁目3番1号    | なし | −                         | −                          |
| 和光消防署 |            | 和光市広沢1番3号          | 白子 |                           | 和光市白子二丁目25番10号   |
| 新座消防署 |            | 新座市野火止二丁目9番45号 | 片山 |                           | 新座市片山一丁目21番30号   |
| 新座消防署 | 大和田     | 新座市野火止二丁目9番45号 |      | 新座市大和田五丁目7番14号 |                            |

## 障害者支援施設
知的障害者の保護や社会生活へ適応するための訓練などを行うため、障害者支援施設として朝霞地区一部事務組合立障害者支援施設すわ緑風園を設置している。

### 概要

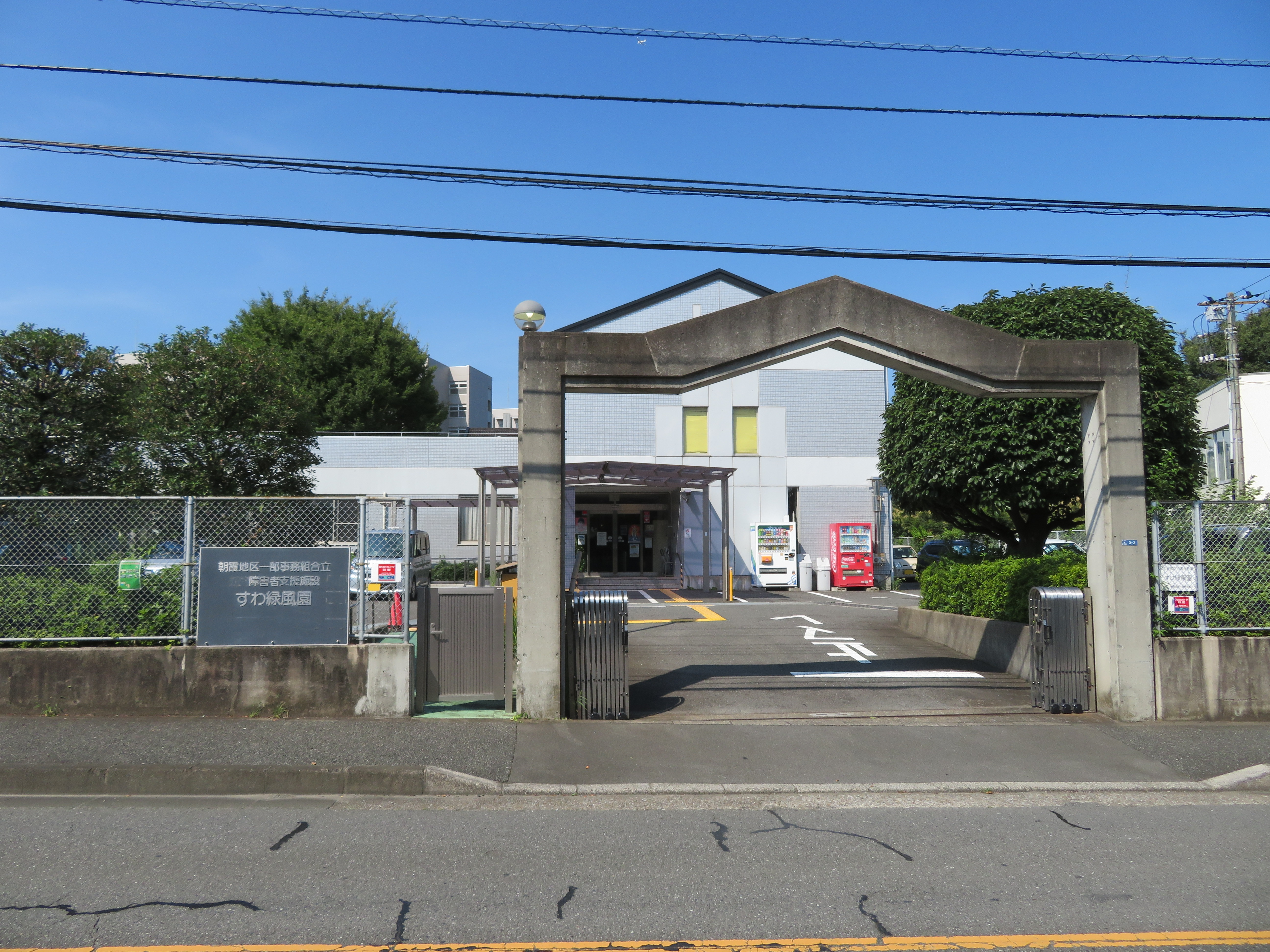
すわ緑風園

- 名称：朝霞地区一部事務組合立障害者支援施設すわ緑風園
- 所在地：和光市南二丁目3番2号

### 沿革
- 1990年（平成2年）6月1日 - 開所。

## し尿処理
し尿を衛生的に処理するため朝霞地区一部事務組合し尿処理場を設置し、構成4市より収集運搬されたし尿と浄化槽汚泥の処理を行っている。

### 概要
- 名称：朝霞地区一部事務組合し尿処理場
- 所在地：朝霞市大字根岸770番地

### 沿革
- 1964年（昭和39年）5月 - 処理能力72キロリットルの処理施設により、し尿処理を開始。
- 1972年（昭和47年） - 収集し尿の一部の海洋投棄処分を開始。
- 1974年（昭和49年）3月 - 施設増設工事の完了により海洋投棄処分を中止。
- 2004年（平成16年）4月1日 - し尿処理水の公共下水道投入を開始。